# صفي قلي خان أونديلادزه
صفي قلي خان أونديلادزه (بالفارسية: صفی‌قلی خان اوندیلادزه) (وفاته: 1632) هو سياسي في الدولة الصفويَّة تولى حُكم لار في عهد الشاه صفي الصفوي وتنقسم فترة حُكمه على لار إلى فترتين، الدور الأول: (1629 - 1630) والدور الثاني: (1632). ينتمي إلى أسرة «أونديلادزه» النبيلة فوالده القائد «إمام قلي خان» وجده هو رجل الدَّولة الشهير «اللهوردي خان».